# Carol Brice
 (février 2024).
Si vous disposez d'ouvrages ou d'articles de référence ou si vous connaissez des sites web de qualité traitant du thème abordé ici, merci de compléter l'article en donnant les références utiles à sa vérifiabilité et en les liant à la section « Notes et références ».
Pour les articles homonymes, voir Brice.
Carol Brice, née le 16 avril 1918 à Sedalia et morte le 15 février 1985 à Norman, est une contralto américaine.

## Biographie
Carol Brice est née à Sedalia en Caroline du Nord, elle a commencé ses études au Palmer Memorial Institute et ensuite au Talladega College dans l’état d'Alabama, elle y a reçu une Licence en Musique en 1939. Elle a ensuite poursuivit ses études entre 1939 et 1943 à la Juilliard School of Music. 
Son rôle en 1939 dans The Hot Mikado joué à la New York World’s Fair en compagnie de Bill « Bojangles » Robinson lui a apporté beaucoup de reconnaissances. Ses premiers récitals furent en 1943, cette même année Brice a remporté le Walter Naumburg Award devenant la première afro-américaine à recevoir ce prix. Elle se faisait accompagner par son frère, Jonathan Brice, au piano lors de ses concerts. Elle a brièvement enseigné au Black Mountain College en 1945.
Le 5 février 1946, dans l’enregistrement de El amor brujo de Manuel de Falla dirigé par Fritz Reiner avec l’orchestre symphonique de Pittsburgh, elle chante la partie de contralto. (Columbia Masterworks MM-633, 3 12" 78 RPM discs. Also LP ML-2006)
Elle a interprété, à Broadway, Kakou dans la représentation de Saratoga en 1959, Maude dans la reprise de Finian’s Rainbow en 1960, Catherine Creek dans la représentation de The Grass Harp, et Maria dans la reprise de Porgy and Bess. À l’opéra elle a joué dans Ouanga pour Clarence Cameron White et dans Regina pour Marc Blitzstein.
À partir de 1974, elle enseigne au campus de Norman à L’Université d’Oklahoma. Elle fonde la Cimarron Circuit Opera Company à Oklahoma avec le baryton Thomas Carey, son mari. Elle a soutenu la veuve d’Isaiah Nixon lynché à mort en 1948. 
Carol Brice est décédée d’un cancer à Norman, laissant son mari, deux enfants et six petits enfants.